# Skjern Enge
Skjern Enge er den nederste del af Skjern Å der i årene 1999 – 2003 blev genskabt med slyngede
åløb, våde enge og søer, efter at den i 1960'erne var blevet rettet ud i et stort landvindingprojekt. 
Der blev flyttet op mod 3 mio. kubikmeter jord i i det 2200 ha store projektområde.I alt har projektet kostet 283 mio. kr., heraf har EU støttet med 25 mio. kr.

Åen er i engene delt i to løb, og der er en række småsøer og vådområder; de to åløb kan krydses med to selvbetjente trækfærger. Der er mere end 20 kilometer stier med afmærkede vandreruter og flere fugletårne i området.

## Naturbeskyttelse
Området er en del af Natura 2000-område nr. 68 Skjern Å  og nr. 69 Ringkøbing Fjord og Nymindestrømmen, det sidste er også ramsarområde og fuglebeskyttelsesområde .

## Eksterne kilder og henvisninger
1. ↑  Skjern Å genskabes Arkiveret 26. april 2011 hos  Wayback Machine på skjernaa.info
2. ↑  "Om naturplan 68". Arkiveret fra originalen 9. januar 2012. Hentet 5. september 2012.
3. ↑  "Om naturplan 69". Arkiveret fra originalen 3. september 2012. Hentet 5. september 2012.

- Om Skjern Enge (Webside ikke længere tilgængelig) på  Naturstyrelsens websted
- Folder om området Arkiveret 8. juli 2014 hos  Wayback Machine og dets fugleliv

55°54′50.67″N 8°24′25.92″Ø / 55.9140750°N 8.4072000°Ø